# 侍岭镇
侍岭镇，是中华人民共和国江苏省宿迁市宿豫区下辖的一个乡镇级行政单位。
2021年3月2日，撤销侍岭镇，其行政区域划为新的来龙镇行政区域。

## 行政区划
侍岭镇下辖以下地区：
侍岭社区、大墩社区、岭西村、陆宋村、吴圩村、盛湖村、佟庄村、朱岭村和姚塘村。